# Tapira (Minas Gerais)
Tapira is een gemeente in de Braziliaanse deelstaat Minas Gerais. De gemeente telt 3.757 inwoners (schatting 2009).